# Stenoxenus carrerai
Stenoxenus carrerai är en tvåvingeart som beskrevs av Lane 1956. Stenoxenus carrerai ingår i släktet Stenoxenus och familjen svidknott. Inga underarter finns listade i Catalogue of Life.